# Renato Pareti
Renato Pareti (Milano, 21 luglio 1947) è un cantautore, attore e scrittore italiano, attivo a partire dai primi anni settanta. Ha esordito nel 1972 con il singolo Il pudore ch'era il mio vestito.

## Biografia
Nasce il 21 luglio 1947 a Milano. Compositore di musiche per altri artisti e produttore discografico di singoli cantanti (Ornella Vanoni, Fiorella Mannoia), gruppi musicali (I Nuovi Angeli e Homo Sapiens, per i quali ha scritto Tornerai tornerò), canzoni per lo Zecchino d'Oro. Ha avuto inoltre un lungo sodalizio artistico con Roberto Vecchioni. 
Nel 1977 ha scritto la musica di Alba corallo, da lui interpretata su testo del paroliere e produttore discografico Alberto Salerno e Vecchioni e, nel 1984, quella della canzone Come si cambia di Fiorella Mannoia. Sempre con Salerno ha scritto nel 1977 Bella da morire per gli Homo Sapiens. Ha scritto anche i brani Rosabella e Raffaella una santa non è per Gianni Morandi, Il gioco della mela per Giuliano Cederle (componente del gruppo Giuliano e i Notturni), Anna Maria Laura e Teresa per Drupi, Mister amore per Tony Dallara, Sarà domani e Tu, solo tu per Iva Zanicchi, Bella quest'Italia e Gli sfrattati per Gigliola Cinquetti, Un 48 e Canzone contro per Elisabetta Viviani, Bimbo per Giorgia Fiorio, Quando tramonta il sol per Ivan Cattaneo, Un bacio e Crimine d'amore per Loretta Goggi, Maria Marie per Christian.
Ha avuto anche esperienze nel cinema, in particolare collaborando con Carlo Verdone.

## Collaborazioni
- Oltre alla già citata collaborazione in Alba corallo, con Roberto Vecchioni scrive Interspaziale, canzone dell'Inter, interpretata dal calciatore Mario Bertini (1971), produce il singolo Luci a San Siro ed i suoi primi tre album, Parabola, Saldi di fine stagione, L'uomo che si gioca il cielo a dadi oltre ad essere stato coautore di altri brani.
- Fra le collaborazioni con vari parolieri, vi è quella con Nini Giacomelli con la quale lui ha scritto nel 1981 assieme a Sergio Bardotti La gonna, inserito da Ornella Vanoni nell'album Duemilatrecentouno parole.
- Inoltre ha partecipato anche come corista più volte: nel 1981 e 1982 per Adriano Celentano, nel 1986 per Daniela Goggi, nel 2005 in Teo and Friends di Cristina D'Avena e nel 2011 in Faccio festa di Paolo Belli.

## Partecipazioni ad eventi musicali
- Un disco per l'estate 1971, autore, insieme ad Andrea Lo Vecchio, della musica della canzone Donna felicità, dei Nuovi Angeli, testo di Roberto Vecchioni
- Un disco per l'estate 1972, autore della musica del brano Mister amore, cantato da Tony Dallara, testo di Roberto Vecchioni
- Un disco per l'estate 1973, interpreta il brano La mosca, su testo di Roberto Vecchioni
- Un disco per l'estate 1974, coautore con Roberto Vecchioni del brano Oh! Mary Lou, degli Homo Sapiens e coautore assieme a Paolo Limiti del brano Carovana, cantato da I Nuovi Angeli)
- Festivalbar 1975, interpreta il brano Chi sarà
- Festival di Sanremo 1977, coautore con Alberto Salerno di Bella da morire per gli Homo Sapiens.

## Discografia

### 33 giri
- 1973 - Dal mio lontano (Ducale, DUC 8)
- 1974 - Stagione di passaggio (Polydor, 2448 030)
- 1975 - Chi sarà (Polydor, 2448 040)
- 1977 - Pareti (Fonit Cetra, LPX 61)
- 1978 - Ansio.lexo.dormipoc (Fonit Cetra, LPX 73)
- 1980 - Un altro cielo (Harmony, 8043)
- 1990 - Coraggio e sapone (7 Mari/Dischi Ricordi)

### CD
- 1997 - Il meglio di Renato Pareti (DV More Records)
- 2002 - Vita d'autore (Schattdecor)

### 45 giri
- 1972 - Il pudore che era il mio vestito/Ritratto di Eva (Ducale)
- 1973 - La mosca... e intanto fanno il bagno a Cesenatico/Notti grandi e blu (Ducale, DUC 241)
- 1973 - Dorme la luna nel suo sacco a pelo/Dolcemente l'amore con te (Ducale, DUC 243)
- 1974 - Stagione di passaggio/Far l'amore parlando d'altro (Polydor, 2060 072)
- 1974 - Là/Vuoi star con me (Polydor, 2060 086)
- 1975 - Chi sarà/Chi sarà (strumentale) (Polydor, 2060 100)
- 1975 - Donna più donna/Poi d'un tratto (Polydor, 2060 111)
- 1977 - Alba corallo/Serenità (Fonit Cetra, SPF 31322)
- 1978 - Jenny/2036 d.C. (Fonit Cetra, SP 1676)
- 1979 - Barbie/Meteor Baby (Fonit Cetra, SP 1700)
- 1979 - Fino al collo/Buonanotte Rossella (Harmony, H 6059)
- 1980 - Un altro cielo/Dudù (Harmony, H 6068)
- 1982 - Zitta zitta/E via...! (Carosello, Cl 20508)
- 1990 - Sopravvissuti/Sesso che voli (7 Mari/Dischi Ricordi)

### Canzoni per bambini
Renato Pareti ha composto anche le musiche di canzoni con testi di Vittorio Sessa Vitali, destinate a bambini e segnatamente allo Zecchino d'Oro. Le sue partecipazioni sono state contrassegnate da una vittoria, un secondo ed un terzo posto ma in alcuni casi gli arrangiamenti sono di Max Longhi. 

#### Musica
- 1991 - Monta in mountain bike, testo di Vittorio Sessa Vitali
- 1992 - Baraba Ciccì e Coccò, testo di Vittorio Sessa Vitali
- 1993 - Si gira un film, testo di Vittorio Sessa Vitali
- 1994 - Bianco con il giallo, testo di Cheope
- 1994 - Giochiamo alle cose, testo di Cheope
- 1995 - Amico cow boy, testo di Vittorio Sessa Vitali
- 1997 - Un mondo nuovo, testo di Guchilù
- 2001 - Il topo con gli occhiali, testo di Vittorio Sessa Vitali
- 2008 - Tito e Tato, testo di Vittorio Sessa Vitali
- 2011 - Silenzio, testo di Vittorio Sessa Vitali
- 2014 - Mono monopattino, testo di Vittorio Sessa Vitali
- 2018 - Chi lo dice che, testo di Vittorio Sessa Vitali

#### Rifacimenti
- 1996 - Tenerotto, Grigiolino, Ruvidone, titolo originale Hayvanları sevelim ( Turchia)

## Colonne sonore
- Il futuro è donna, assieme a Sergio Menegale (1984)

## Filmografia
- Maledetto il giorno che t'ho incontrato, regia di Carlo Verdone (1992)
- Sognando la California, regia di Carlo Vanzina (1992)
- Perdiamoci di vista, regia di Carlo Verdone, (1994)
- Un paradiso di bugie, regia di Stefania Casini (1996)
- Quello che le ragazze non dicono, regia di Carlo Vanzina (2000)

## Opere
- 1990 - Nudo sto cercando
- 1996 - Colori e sapori di Rosate, dedicato al comune di Rosate, in cui lui risiede